# Pływanie synchroniczne na Letnich Igrzyskach Olimpijskich 2008 – duety
Duety kobiet były jedną z dwóch konkurencji w pływaniu sychronicznym jakie rozegrano podczas XXIX Letnich Igrzysk Olimpijskich w Pekinie. Konkurencja została rozegrana w Beijing National Aquatics Centre w dniach 18 – 20 sierpnia.
Do rywalizacji przystąpiły 24 duety. W eliminacjach każdy z duetów wykonuje w program techniczny oraz program dowolny. Każdy program jest oceniany odrębnie. Suma punktów z obu programów decyduje o zajętym miejscu.
Do finału kwalifikuje się 12 najlepszych duetów. W finale każdy z duetów wykonuje program dowolny. Na końcowy wynik składa się ocena uzyskana za program dowolny w finale oraz ocena za program techniczny z eliminacji.

## Terminarz
| Data             | Godzina |                                 |
| ---------------- | ------- | ------------------------------- |
| 18 sierpnia 2008 | 15:00   | Eliminacje – program techniczny |
| 19 sierpnia 2008 | 15:00   | Eliminacje – program dowolny    |
| 20 sierpnia 2008 | 15:00   | Finał – program dowolny         |

## Wyniki

### Eliminacje
| Pozycja | Kraj              | Zawodniczki                                            | Runda techniczna | Rudna dowolna | Łącznie |
| ------- | ----------------- | ------------------------------------------------------ | ---------------- | ------------- | ------- |
| 1.      | Rosja             | Anastasija Dawydowa, Anastasija Jermakowa              | 49,334           | 49,500        | 98,834  |
| 2.      | Hiszpania         | Andrea Fuentes, Gemma Mengual                          | 48,834           | 49,084        | 97,918  |
| 3.      | Japonia           | Saho Harada, Emiko Suzuki                              | 48,250           | 48,500        | 96,750  |
| 4.      | Chiny             | Jiang Tingting, Jiang Wenwen                           | 48,084           | 48,500        | 96,584  |
| 5.      | Stany Zjednoczone | Christina Jones, Andrea Nott                           | 47,750           | 47,750        | 95,500  |
| 6.      | Kanada            | Marie-Pier Boudreau Gagnon, Isabelle Blanchet-Rampling | 47,417           | 47,333        | 94,750  |
| 7.      | Włochy            | Beatrice Adelizzi, Giulia Lapi                         | 46,834           | 47,000        | 93,834  |
| 8.      | Ukraina           | Daŕja Juszko, Ksenija Sydorenko                        | 46,084           | 46,334        | 92,418  |
| 9.      | Holandia          | Bianca van der Velden, Sonja van der Velden            | 45,584           | 45,834        | 91,418  |
| 9.      | Grecja            | Evanthia Makrygianni, Despoina Solomou                 | 45,834           | 45,584        | 91,418  |
| 11.     | Francja           | Apolline Dreyfuss, Lila Meesseman-Bakir                | 44,750           | 45,250        | 90,000  |
| 12.     | Szwajcaria        | Magdalena Brunner, Ariane Schneider                    | 44,250           | 45,000        | 89,250  |
| 13.     | Brazylia          | Nayara Figueira, Lara Teixeira                         | 44,334           | 44,667        | 89,001  |
| 14.     | Wielka Brytania   | Olivia Allison, Jenna Randall                          | 43,917           | 44,667        | 88,584  |
| 15.     | Izrael            | Anastasia Gloushkov, Inna Yoffe                        | 43,583           | 43,334        | 86,917  |
| 16.     | Korea Północna    | Kim Yong-mi, Wang Ok-gyong                             | 42,917           | 43,584        | 86,501  |
| 17.     | Białoruś          | Katsiaryna Kulpo, Nastassia Parfenava                  | 42,667           | 42,667        | 85,334  |
| 18.     | Czechy            | Soňa Bernardová, Alžběta Dufková                       | 42,500           | 42,750        | 85,250  |
| 19.     | Meksyk            | Mariana Cifuentes, Isabel Delgado                      | 42,334           | 42,834        | 85,168  |
| 20.     | Kazachstan        | Ainur Kerey, Arna Toktagan                             | 41,750           | 42,583        | 84,333  |
| 21.     | Australia         | Myriam Glez, Erika Leal-Ramirez                        | 41,250           | 41,584        | 82,834  |
| 22.     | Austria           | Nadine Brandl, Elisabeth Mahn                          | 41,250           | 41,167        | 82,417  |
| 23.     | Nowa Zelandia     | Lisa Daniels, Nina Daniels                             | 40,750           | 40,417        | 81,167  |
| 24.     | Egipt             | Reem Abdalazem, Dalia El-Gebaly                        | 40,417           | 40,250        | 80,667  |

### Finał
| Pozycja | Kraj              | Zawodniczki                                            | Runda techniczna | Rudna dowolna | Łącznie |
| ------- | ----------------- | ------------------------------------------------------ | ---------------- | ------------- | ------- |
| złoto   | Rosja             | Anastasija Dawydowa, Anastasija Jermakowa              | 49,334           | 49,917        | 99,251  |
| srebro  | Hiszpania         | Andrea Fuentes, Gemma Mengual                          | 48,834           | 49,500        | 98,334  |
| brąz    | Japonia           | Saho Harada, Emiko Suzuki                              | 48,250           | 48,917        | 97,167  |
| 4.      | Chiny             | Jiang Tingting, Jiang Wenwen                           | 48,084           | 48,250        | 96,334  |
| 5.      | Stany Zjednoczone | Christina Jones, Andrea Nott                           | 47,750           | 47,750        | 95,500  |
| 6.      | Kanada            | Marie-Pier Boudreau Gagnon, Isabelle Blanchet-Rampling | 47,417           | 47,667        | 95,084  |
| 7.      | Włochy            | Beatrice Adelizzi, Giulia Lapi                         | 46,834           | 46,917        | 93,751  |
| 8.      | Ukraina           | Daŕja Juszko, Ksenija Sydorenko                        | 46,084           | 46,584        | 92,668  |
| 9.      | Holandia          | Bianca van der Velden, Sonja van der Velden            | 45,584           | 46,083        | 91,667  |
| 10.     | Grecja            | Evanthia Makrygianni, Despoina Solomou                 | 45,834           | 45,667        | 91,501  |
| 11.     | Francja           | Apolline Dreyfuss, Lila Meesseman-Bakir                | 44,750           | 45,583        | 90,333  |
| 12.     | Szwajcaria        | Magdalena Brunner, Ariane Schneider                    | 44,250           | 45,000        | 89,250  |